# Aythorpe Roding
Pour les articles homonymes, voir Roding.
Aythorpe Roding est un village et une paroisse civile de l'Essex, en Angleterre.